# Akademia Bezpieczeństwa, Obrony i Praworządności
Akademia Bezpieczeństwa, Obrony i Praworządności, ros.: Академия проблем безопасности, обороны и правопорядк – funkcjonująca od 10 lipca 2000 do 10 grudnia 2008 rosyjska organizacja pozarządowa.
Została zlikwidowana wyrokiem Sądu Najwyższego Federacji Rosyjskiej (utrzymanym po kasacji 19 lutego 2009) pod zarzutem bezprawnego wydawania dokumentów (na wzór państwowych) poświadczających uprawnienia profesorskie i akademickie.